# Bolitogyrus ashei
Bolitogyrus ashei (лат.) — вид коротконадкрылых жуков рода Bolitogyrus из подсемейства Staphylininae
(Staphylinidae). Неотропика: Коста-Рика, Cartago, Tapantí National Park. Вид назван в честь американского энтомолога Джеймса Эша (Dr. James Stephen «Steve» Ashe, 1947—2005), крупного специалиста по жукам-стафилинидам.

## Описание
Длина около 1 см, окраска тела пёстрая, блестящая: голова и надкрылья зеленовато-голубые или пурпурные, скутеллюм, пронотум и брюшко оранжево-красные. Антенномеры I—V усиков без плотного опушения; боковые части задних голеней без шипиков, только со щетинками; глаза сильно выпуклые и занимающие почти всю боковую поверхность головы. Обнаружены на гнилой древесине с грибами во влажных вечнозелёных лесах.
Вид был впервые описан в 2014 году датским колеоптерологом Адамом Брунком (Adam J. Brunke; Biosystematics, Natural History Museum of Denmark, University of Copenhagen, Копенгаген, Дания).